# Piper macropiper
Piper macropiper là một loài thực vật có hoa trong họ Hồ tiêu. Loài này được Pennant miêu tả khoa học đầu tiên năm 1800.